# Tulum (instrumento musical)
Tulum (que en turco significa literalmente odre de piel) es el nombre de un poderoso instrumento popular de la familia de las gaitas utilizado entre las ciudades costeras del mar Negro, Rize y Artvin en el noreste de Turquía fabricado con pieles de cabra u oveja y madera de manera artesanal por los pastores de esta región de Anatolia. Los lazes, los hamshenis y los griegos pónticos son los grupos étnicos que suelen usarlo. Es el instrumento característico de la población trashumante de las provincias nororientales de Turquía y, como el kemenche en su área, el tulum impone su sonido en la música de baile y entretenimiento de aquellos para quienes es "su música".

## Características
Consiste en un puntero de doble tubo, con cinco agujeros en ambos tubos dispuestos de manera paralela. Las lengüetas simples están hechas de una sección de caña, con una pequeña incisión, que hace de lámina vibrante. 
El puntero está unido al fuelle, que no tiene ningún otro pedal por lo que tan solo el orificio para soplar el aire acompaña al puntero. Sin bordón.
Se fabrica con piel de cabra u oveja, madera de haya y boj, siendo la lengüeta de terciopelo sintético. El tulum puede ir decorado con tul y cintas con pequeños discos de plástico dorado y trocitos de hule elástico. Sus dimensiones son aproximadamente de unos 21 cm para el puntero, unos 6 cm para el tubo de insuflación y el fuelle tiene unas medidas de 73 x 34 cm.
También pueden tener un bolsillo cosido, ubicado bajo la decoración, hecho en el mismo terciopelo que la funda, con una tira de rayas anaranjadas, verdes, fucsias, azules y doradas en la parte superior. Este bolsillo se usa para poner los boletos que se le dan al músico en fiestas y bodas.

## Terminología
Este tipo de gaita es usado por otras poblaciones campesinas o seminómadas de las regiones del Mar Negro, Anatolia y el Cáucaso, siendo denominada con los siguientes términos:
- Guda (Laz)
- Gudast'vri, გუდასტვირი (Georgiano)
- Ç'ip'oni (Artvin, Ayaria, Lazistán)
- Dankio (Griego póntico)
- Parkapzuk, Պարկապզուկ (Armenio)
- Shuvyr (Pueblo de Mari, Cherquesos)
- Sahbr, Shapar (Chuvasio)
- Tulum (Azerí, turco).